# Walter Buch

Walter Buch (ca. 1934)

Walter Buch (* 24. Oktober 1883 in Bruchsal; † 12. September 1949 in Schondorf am Ammersee) war ein deutscher Offizier und Politiker (NSDAP). In der Zeit des Nationalsozialismus fungierte er als oberster Parteirichter der NSDAP.

## Leben

### Herkunft und Militärlaufbahn
Buchs Vater war der Senatspräsident am Oberlandesgericht Karlsruhe Hermann Buch. Walter Buch besuchte von 1890 bis 1902 Volksschule und Gymnasium in Karlsruhe und Konstanz. Nach dem Abitur trat er 1902 als Fahnenjunker in das 6. Badische Infanterie-Regiment in Konstanz ein. 1904 wurde er zum Leutnant und 1913 zum Oberleutnant befördert. Ab 1914 nahm er als Kompanie- und Bataillonsführer sowie als Kommandeur einer Maschinengewehr-Scharfschützen-Abteilung am Ersten Weltkrieg teil. Im März 1918 nahm er als Major eine Lehrtätigkeit auf dem Truppenübungsplatz Döberitz auf. Ab September 1918 war Buch im preußischen Kriegsministerium in Berlin tätig. Nach Kriegsende wurde Buch am 20. November 1918 als Major a. D. verabschiedet.
1908 oder 1909 heiratete Buch. Aus der Ehe gingen zwei Töchter und zwei Söhne hervor. Einer seiner Söhne war der spätere Kapitän zur See der Bundesmarine Hans-Walter Buch.

### Mitglied der NSDAP
Im Zivilleben betrieb Buch zunächst eine Hühnerzucht in Scheuern bei Gernsbach im Murgtal. Von 1919 bis 1922 war er Mitglied der nationalkonservativen Deutschnationalen Volkspartei (DNVP). Für den Deutschvölkischen Schutz- und Trutzbund war er bis zu dessen Verbot Gaugeschäftsführer in Baden. Ostern 1920 lernte er Adolf Hitler kennen, als er ihm im Auftrag seines Vaters ein Buch überbrachte. Am 9. Dezember 1922 trat er in die NSDAP (Mitgliedsnummer 13.726) und am 1. Januar 1923 in die SA ein. Von August 1923 bis 1924 organisierte er mit Helmuth Klotz die fränkische SA in Nürnberg. Nach dem gescheiterten Hitlerputsch im November 1923, an dem er teilgenommen hatte, arbeitete Buch vorübergehend als Vertreter für Wein und Spirituosen in München. Nach der Neugründung der NSDAP trat Buch zum 15. Juni 1925 der Partei (Mitgliedsnummer 7.733) und im selben Jahr auch der SA wieder bei. Bis zum 1. Januar 1928 führte und organisierte er die SA in Oberbayern-Schwaben.
Am 27. November 1927 übernahm Buch als Nachfolger von Bruno Heinemann die Leitung des Untersuchungs- und Schlichtungsausschusses (USchlA) bei der Reichsleitung der NSDAP, Vorläufer des Obersten Parteigerichtes der NSDAP. Am 20. Mai 1928 wurde er als einer von zwölf Abgeordneten der NSDAP in den Reichstag gewählt und blieb bis 1945 dessen Mitglied. Von Juni 1930 bis Oktober 1931 war Buch der Leiter des Jugendamtes in der Reichsleitung der NSDAP und zudem bis 1933 Schriftleiter beim Völkischen Beobachter.
Buchs älteste Tochter Gerda heiratete am 2. September 1929 Martin Bormann, der 1941 Leiter der Parteikanzlei der NSDAP wurde.
Nach der Machtergreifung der Nationalsozialisten wurde Buch am 1. Juli 1933 Mitglied der SS (SS-Nummer 81.353) im Range eines SS-Gruppenführers. Am 9. November 1934 wurde er zum SS-Obergruppenführer befördert. Vom 3. Oktober 1933 bis 1944 war er ordentliches Mitglied der Akademie für Deutsches Recht, zudem Mitglied im Sachverständigenbeirat für Bevölkerungs- und Rassenpolitik im Reichsinnenministerium.

### Oberster Parteirichter der NSDAP

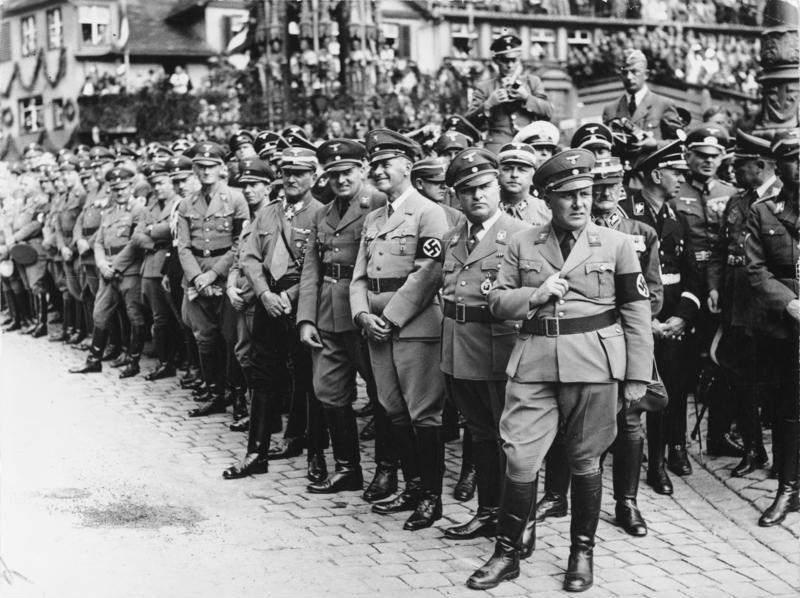
Einige der 18 Reichsleiter der NSDAP beim 10. Reichsparteitag im September 1938 in Nürnberg, v. r.: Martin Bormann, Robert Ley, Wilhelm Frick, Hans Frank, Franz Ritter von Epp, Joseph Goebbels und Walter Buch

Am 1. Januar 1934 wurde der Untersuchungs- und Schlichtungsausschuss (UschlA) in Oberstes Parteigericht der NSDAP (OPG) umbenannt. Walter Buch wurde Leiter des OPG und Vorsitzender der Ersten Kammer. Schon seit dem 2. Juni 1933 war er einer der Hitler direkt unterstellten Reichsleiter der NSDAP.
Als Oberster Parteirichter war Buch für Säuberungsaktionen innerhalb der NSDAP zuständig. Die Morde während des sogenannten Röhm-Putsches 1934 wurden von ihm gutgeheißen. Schon vor der Machtergreifung hatte Buch im März 1932 ein allerdings gescheitertes Mordkomplott gegen Homosexuelle wie Hans Joachim von Spreti-Weilbach im Umfeld von Ernst Röhm eingefädelt. Übergriffe und Vergehen von Parteimitgliedern während der Reichspogromnacht 1938 wurden von Buch nur in Ausnahmefällen und dann mit geringfügigen Disziplinarmaßnahmen geahndet. Kurz vor dem 9. November 1938 schrieb Buch in der Zeitschrift Deutsche Justiz: „Der Jude ist kein Mensch. Er ist eine Fäulniserscheinung.“
Ermittlungen Buchs gegen den Gauleiter der Kurmark, Wilhelm Kube, führten 1936 dazu, dass Kube aller seiner Ämter enthoben wurde. Kube hatte während der Ermittlungen in einem anonymen Brief Buch beschuldigt, seine Frau habe jüdisches Blut. Im Dezember 1940 informierte Buch Himmler, dass der wahre Zweck der Tötungsanstalt Grafeneck bekannt geworden sei. Damit war die Geheimhaltung der NS-Krankenmorde gefährdet.
Ab 1942 verlor Buch an Einfluss und Bedeutung, denn ab diesem Jahr musste er alle Beschlüsse des Obersten Parteigerichts seinem Schwiegersohn Martin Bormann zur Gegenzeichnung vorlegen. Anlass hierfür war der Fall des Gauleiters von Schlesien und Westfalen-Süd, Josef Wagner: Wagner war von Hitler am 9. November 1941 seiner Ämter enthoben worden, nachdem sich seine Frau gegen den Kirchenaustritt und die Heirat der gemeinsamen Tochter mit einem SS-Mann ausgesprochen hatte. Ein Parteigerichtsausschuss aus mehreren Gauleitern unter Leitung von Walter Buch hatte am 6. Februar 1942 entschieden, dass bei Wagner kein „parteischädigendes Verhalten“ vorlag, und den ehemaligen Gauleiter in der Partei belassen. Hitler hob am 12. Oktober 1942 das Urteil des Parteigerichts auf und stieß Wagner aus der NSDAP aus.

### Internierung und Suizid
Kurz vor Kriegsende wurde Walter Buch am 30. April 1945 von US-Truppen gefangen genommen. In der Folgezeit wurde er in Internierungslagern festgehalten, unter anderem von Mai 1945 bis August 1945 im Kriegsgefangenenlager Nr. 32 im luxemburgischen Bad Mondorf (Camp Ashcan). Er wurde zahlreichen Verhören durch den amerikanischen Geheimdienst unterzogen und auch bei den Nürnberger Prozessen als Zeuge vernommen. In der Entnazifizierung wurde Buch im August 1948 von einer Spruchkammer in Garmisch zu fünf Jahren Arbeitslager und dem Einzug seines Vermögens verurteilt. Im Revisionsverfahren am 29. Juli 1949 in München wurde Buch als „Hauptschuldiger“ (Kategorie I) eingestuft. Der Einzug seines gesamten Vermögens wurde bekräftigt, die Freiheitsstrafe jedoch auf dreieinhalb Jahre reduziert. Da die Internierung auf die Freiheitsstrafe angerechnet wurde, kam Buch frei.
Etwa sechs Wochen später beging Walter Buch Suizid, indem er sich die Pulsadern aufschnitt und bei Schondorf in den Ammersee stürzte. Seine Tochter Gerda war schon im März 1946, seine Ehefrau im Oktober 1944 verstorben.